# CZ スコーピオンEVO3
CZ スコーピオンEVO3は、チェコ共和国のチェスカー・ズブロヨフカ国営会社（チェコ兵器廠国営会社、チェコ語 : Česká zbrojovka, n.p.：ČZ、1992年民営化）で開発された9mm×19mm仕様のカービン銃である。のちに全自動射撃機能がついたA1 短機関銃と 民間用の半自動射撃限定である S1に別れた。
スコーピオンEVO3はVz 61短機関銃の後継として開発され、製品名の「スコーピオン」はVz61の通称にちなむ。

## デザイン
2002年頃スロバキアで開発されたLaugo短機関銃が原型となっており、 作動方式はクローズドボルト式のブローバック。チャージングハンドルは左右の交換が可能となっている。伸縮、折り畳みも可能なフォールディングストックを使用しており、ストックは取り外すことも可能となっている。レシーバー上部とハンドガード左右及び下部にはピカティニーレールを装備している。
|  |  |

## 使用国
主に法執行機関、大統領警護隊、特殊部隊向けに採用されているようである。
- アフガニスタン[3]
- アルゼンチン
- ボリビア
- カンボジア[4][5]
- チェコ
- ドミニカ共和国
- エジプト[6]
- フィンランド[7]
- ジョージア[8][9]
- ホンジュラス[10]
- ハンガリー[11] [12]
- インドネシア[13]
- ケニア
- マレーシア[14]
- マルタ
- モルドバ
- パナマ
- フィリピン[15]
- ポーランド
- セルビア [16]
- ルワンダ
- スーダン
- タイ[17]
- チュニジア
- ベトナム [18]

## リンク
- CZ-USA Official Website
- CZ Official Website
- Owners Manual
- MEDIA GUN DATABASE　－ 短機関銃／CZ スコーピオン EVO3